# Lysandra gaillardi
Lysandra gaillardi är en fjärilsart som beskrevs av Beuret 1955. Lysandra gaillardi ingår i släktet Lysandra och familjen juvelvingar. Inga underarter finns listade i Catalogue of Life.